# SITRAIC
El Sindicato de Trabajadores de la Industria de la Construcción y afines (SITRAIC) es un sindicato argentino que agrupa a trabajadores de la industria de la construcción. Nace como ruptura de la UOCRA en agosto de 2009 por diferencias con la Conducción nacional de Gerardo Martinez. Su actual secretario general es Victor Grossi, quien también es dirigente del Movimiento Social Solidario (MOSSOL) y fue militante del Partido Obrero hasta su ruptura con el mismo en 2018. Ese mismo año, el sindicato se uniría a las filas de la CTA Autónoma dirigida por Ricardo Peidro y Hugo Godoy.

## Historia
En agosto de 2009 trabajadores autoconvocados de la UOCRA de Lomas de Zamora encabezados por Victor Grossi deciden fundar un nuevo sindicato regional denunciando falta de representación gremial y diversos tipos de hostigamientos que incluyeran agresiones físicas de parte de patotas de la UOCRA.
La bandera principal del SITRAIC será desde entonces la lucha por DEMOCRACIA Y LIBERTAD SINDICAL. CONTRA LA VIOLENCIA Y LA PATOTA" a su vez que será la campaña contra el trabajo en negro y la precarización laboral el eje de su construcción.

### Carlos Olivera
En diciembre de 2009 el trabajador Carlos Olivera (integrante de la Comisión Directiva Provisoria del SITRAIC y militante de Convergencia Socialista), y otros activistas fueron sorprendidos por una patota de la UOCRA mientras encabezaba una Asamblea en una obra de Construcción en Lomas de Zamora. Al finalizar el ataque la por la policía bonaerense lo detiene y es encarcelado.
Luego de una campaña nacional e internacional por su libertad en febrero de 2012 es absuelto por el Tribunal Número 8 de Lomas de Zamora de los principales cargos por los cuales fue acusado("Intento de homicidio calificado" y "compulsión asociativa") por los cuales la querella(Abogados de la UOCRA) y el fiscal pedían una condena de 9 a 16 años de cárcel. A su vez es condenado a tres años y 9 meses de cárcel por el delito de "abuso de armas calificado".
El SITRAIC, personalidades y organismos de DD.HH., Centros de Estudiantes, Sindicatos y partidos políticos de izquierda denunciaron que a Carlos Olivera se le había armado una causa falsa de parte de la Policía, la Conducción de la UOCRA y el Gobierno Nacional de Cristina Kirchner.

### La Batalla del Carrefour de Temperley
Durante febrero de 2011 el SITRAIC impulsa una movilización junto a partidos de izquierda y agrupaciones de trabajadores desocupados y barriales hacia la Obra en Construcción del Carrefour de Temperley en reclamo de puestos de trabajo para sus afiliados. Allí se sucedió un enfrentamiento entre la movilización y la UOCRA que terminó con el saldo de varios activistas heridos de ambos bandos. Posteriormente, el SITRAIC volvió a movilizar unos 400 activistas y militantes para el 16 de febrero pero esta vez la UOCRA contaría con protección policial al verse en minoría a lo cual el SITRAIC declararía: "Los mismos pistoleros[De la UOCRA] que tiempo atrás recorrían las calles de Lomas protagonizando una verdadera caza de brujas contra los activistas del SITRAIC, parecían colegiales asustados que ni se animaban a mirarle la cara a los trabajadores del piquete".
Este hecho tuvo su importancia porque a partir de entonces cesan los ataques de la UOCRA por varios meses.

### La Huelga en la Obra de Colombres
La empresa Comito/Finar, una de las más importantes de la Zona Sur, preocupada por la derrota de la UOCRA en la Batalla del Carrefour despidió a siete trabajadores de la Obra de la calle Colombres 156, entre ellos al delegado miembro del SITRAIC. Esto provocó que los trabajadores de la Obra iniciaran una huelga con bloqueo de portón durante una semana consiguiendo la reincorporación y el pago de los sueldos caídos.

### El 13S en Temperley
Una serie de hechos violentos se producen a finales de agosto y principios de septiembre de 2012 en distintos puntos del país en los cuales se ve involucrada la UOCRA.
El 29 de agosto de 2012, en Bahia Blanca, Provincia de Buenos Aires, el trabajador Vicente Ismael Muñoz es golpeado por activistas de la UOCRA hasta ser desmayado. La CTA de la región denuncia que el Secretario General Local, Humberto Monteros, y el Secretario de Finanzas, Oscar Destefano, encabezaban el grupo.
El jueves 6 de septiembre el referente de la facción sindical conocida como “Dragones”, Raúl Murga, es golpeado por un grupo de personas mientras cargaba nafta en la estación de servicio YPF de Kilómetro 3, sobre avenida del Libertador y Manuel Quintana. La policía detiene a 5 agresores, los cuales horas después identificaran como miembros de la UOCRA con quienes tienen diferencias.
En este contexto es que en Temperley, un día antes(Miércoles 5 de septiembre), en medio de una asamblea cuatro trabajadores del SITRAIC son sorprendidos por unos 30 activistas de la UOCRA que los golpean salvajemente. Para el día siguiente el partido de izquierda Convergencia Socialista convoca a una Conferencia de Prensa en el Local de la CTA Capital en repudio a los hechos, ya que tres de los heridos son militantes de su organización política.
El 13S en (referencia al 13 de septiembre) el partido Convergencia Socialista se moviliza junto a una activistas y obreros de la Lista Naranja(Minoría en la Comisión Directiva Provisoria del SITRAIC) y recorre obras de construcción de la región de Temperley volanteando un repudio a los hechos de violencia de la semana anterior. Al mediodía la movilización que contaba con unas 40 personas es sorprendida por un grupo de 60 activistas de la UOCRA identificados como la banda del Lobizon y allí se produce un enfrentamiento en el cual cinco de los activistas de la UOCRA deben ser hospitalizados.

### Huelga General del 20N
Durante los meses de 2012 hay una ruptura política en la alianza entre el Gobierno Nacional de Cristina Kirchner y el Secretario General de la CGT, Hugo Moyano lo cual provoca que la CGT se divida entre los gremios que apoyan al Gobierno y quienes lo enfrentan.
Esta ruptura vendrá acompañada en una creciente confrontación encabeza por la ahora CGT opositora de Hugo Moyano reclamando el aumento del impuesto a las ganancias que afectaban a los trabajadores camioneros entre otros gremios. Al no recibir una respuesta acorde al reclamo es que se decide una Huelga General que se denominara 20N, en referencia al 20 de noviembre fecha para la cual estará llamada.
La Comisión Directiva Provisoria del SITRAIC convoca a reuniones para coordinar un "Paro Activo Regional" sumando al reclamo contra el impuesto a las ganancias consignas propias de los obreros de la construcción. En las reuniones de coordinación participaran representantes de ATE Sur y partidos de izquierda.
Durante la madrugada del paro militantes de Convergencia Socialista junto a activistas del SITRAIC y de otros gremios forman "Piquetes de Convencimiento" recorriendo las líneas de colectivos de la región con el objetivo de sumar a los chóferes al paro.
Por la mañana el SITRAIC, ATE Sur, el PTS, Partido Obrero, Izquierda Socialista, Convergencia Socialista y el Nuevo MAS cortan la Av. Hipólito Yrigoyen a pocas cuadras de la Estación de trenes de Lomas de Zamora.

### El SITRAIC conquista la Inscripción gremial
En agosto de 2013 el Ministerio de Trabajo acatá una intimación del Poder Judicial otorgándole la personería gremial al SITRAIC.
Se inicia entonces la afiliación de los trabajadores y activistas del SITRAIC organizadose para el mes de noviembre las elecciones de la Comisión Directiva.
Durante el armado de listas hubo una división temporaria y acusaciones cruzadas entre la mayoría de la Comisión Directiva Provisoria del SITRAIC(Encabezada por el Secretario General Victor Grossi) y la minoría (Encabezada por Carlos Olivera y el "Negro" Jose Tejeda).
Antes de que se oficialicen las listas la mayoría de la Comisión Directiva Provisoria se presentaba como Lista Violeta(Integrado por militantes del MOSSOL y dos militantes del Partido Obrero) y la minoría como Lista Naranja(Integrada por varios militantes de Convergencia Socialista).
La Junta Electoral planteaba que la Lista Naranja no podría presentarse al notificarles irregularidades en el armado de su lista. Dichas irregularidades eran que varios de los candidatos no contaban con recibo de sueldo que demostraran que habían trabajado o trabajaban en la construcción. Por lo cual la Lista Naranja inicio una campaña denunciando que se los estaba impugnando injustamente ya que varios candidatos son trabajadores precarizados y en negro que no cuentan con recibos de sueldo.
El miércoles 9 de octubre se realiza una gran marcha encabezada por la Lista Naranja al Local del SITRAIC en repudio a la impugnación.
Finalmente ambas listas llegan a un acuerdo unificando ambas listas bajo el nombre de "Lista Violeta" por lo cual en las elecciones de Noviembre habrá una lista única entre el MOSSOL, el
Partido Obrero y Convergencia Socialista.

## Campañas

### Por las Obras Hidricas
A un mes de la inundación en La Plata de 2013 el SITRAIC convoca a una Asamblea Extraordinaria en el Club Almafuerte en Lomas de Zamora en la cual asisten unos 500 activistas del Mossol, Foro Hídrico de Lomas de Zamora, Espacio Amplio, Vecinos de Santa Catalina, Fundación Che Pibe, Salvemos al Tren, Polo Obrero, Convergencia Socialista, Partido Obrero, Agrupación La Roja Instituto 103 de Lomas de Zamora (miembros de la comisión directiva), Frente Nacional Pueblo Unido y la Lista Verde de Suteba.
Adhirieron a la convocatoria ATE Sur, Colectivo Avanzar por la Unidad del Pueblo, las radios Rockultural y Perspectiva de Clase, Frente Nacional Pueblo Unido, Agrupación Tribuna Ambiental, Frente Darío Santillán, la agrupación Víctor Choque y la agrupación sindical Rompiendo Cadenas. Se sumaron representantes de diferentes barrios de Lomas de Zamora, entre ellos de Budge, Campo Tongui, Rosas, Nueva Esperanza, Fiorito, Santa Catalina I, II, y III, El Faro, Provincias Unidas, Barrio Obrero, Gabriel Miró, Villa Albertina, 2 de Abril, Facundo Quiroga, Esperanza, Olimpo y Villa Nocito. Además hubo representantes de distritos vecinos: Berazategui, barrio Belgrano, Asunción, San Blas, El Foquito, Florencio Varela, Villa Mónica, 9 de Abril, Caracolitas, Santa Rosa, San Nicolás, La Carolina, Presidente Perón, San Pablo, La Yaa, Santa Elena, Los Pinos, La Loma, Lanús, Villa Jardín, Barrio Obrero, La Fe, Ezeiza barrio Internacional, Villa Guillermina y representantes de Echeverría y Avellaneda.
Dicha Asamblea Extraordinaria voto realizar piquetes en Camino Negro y Recondo para reclamar Obras Hidricas y mil puestos de trabajo en dichas obras para su realización.

### Contra el trabajo en negro
El 70% de los trabajadores de la Construcción en Argentina están en negro y precarizados y hay por año alrededor de 250 accidentes fatales.
El SITRAIC lanza todos los años recorridas por obras haciendo relevamiento zonal, observando las condiciones en que se encuentran los trabajadores. En algunos casos han encontrado hasta trabajadores durmiendo en las obras.
En enero de 2013 se realizó la 4 °Campaña contra el trabajo en negro con la cual se logró blanquear a 150 trabajadores.

### Luis Yedro de Atucha II
En junio de 2013 el trabajador Luis Yedro de Atucha II en Zarate y militante de Convergencia Socialista y del SITRAIC es despedido por la empresa a causa de la "finalización de obra". Sin embargo el SITRAIC denuncia que hacen falta dos años para que se finalicen las obras por lo que acusan a la empresa de despedirlo a pedido de la UOCRA de Zarate-Lima dirigida por Luis Gonzales alineado a Gerardo Martinez. Por lo que la Justicia fallo a favor de la reincorporación de Luis Yedro.
Años atrás, un viernes 18 de febrero de 2010, Luis Yedro había sido agredido brutalmente por una patota de 50 hombres de la UOCRA junto al delegado de Techint el "Colo" Gonzales y su colaborador gremial Pancho Lagunas, por reclamar asambleas y pelear por los derechos de los trabajadores. Hay una causa en proceso para juzgar a los agresores.
En las elecciones legislativas de Argentina de 2013 Luis Yedro se presentó como candidato a Concejal por Zarate por el Frente de Izquierda y de los Trabajadores.

### Por Justicia para Mariano Ferreyra
En la movilización en apoyo a los trabajadores ferroviarios terciarizados de octubre de 2010 en el que tiene como saldo el asesinato del militante del Partido Obrero Mariano Ferreyra, el SITRAIC participó. Por lo que durante el Juicio aportaron testigos claves, entre ellos Victor Amarilla de Convergencia Socialista.
A su vez, Victor Grossi, al integrarse a la Coordinadora Sindical Clasista del Partido Obrero, es que el SITRAIC se suma con gran adhesión a la campaña por Justicia para Mariano Ferreyra y perpetua para José Ángel Pedraza.

### Causa contra Gerardo Martinez
La Liga Argentina por los Derechos del Hombre y la Asociación de Ex Detenidos Desaparecidos junto con el SITRAIC se presentaron como querellantes la denuncia penal para que la Justicia investigue el rol del Secretario General de la UOCRA, Gerardo Martinez, durante la última dictadura militar.
Gerardo Martínez aparece en la nómina de civiles del Batallón de Inteligencia 601 que coordinó la represión ilegal en todo el país durante la última dictadura en Argentina.
Actualmente la causa se encuentra suspendida.

### Solidaridad internacionalista
El SITRAIC se reivindica un Sindicato que lucha por los derechos, no solo de los trabajadores de la construcción, sino también de los trabajadores de todo el mundo por lo que ha participado de varias actividades de solidaria internacional como fue en marzo de 2011 en repudio a las masacres del Dictador Khadaffi contra el pueblo libio.